# Nagykálló (distrikt)
Nagykálló är ett distrikt i Ungern. Det ligger i provinsen Szabolcs-Szatmár-Bereg, i den nordöstra delen av landet, 210 km öster om huvudstaden Budapest.